# Burkitt-Nunatak
Der Burkitt-Nunatak ist ein kleiner und 1200 m hoher Nunatak im Palmerland auf der Antarktischen Halbinsel. Er ragt 15 km westsüdwestlich des Crescent Scarp im nordwestlichen Abschnitt des Dyer-Plateaus auf.
Der British Antarctic Survey nahm bei glaziologischen Arbeiten zwischen 1980 und 1981 eine Vermessung vor. Das UK Antarctic Place-Names Committee benannte ihn nach David Michael Burkitt (* 1944), einem Mitarbeiter des Survey, der zuvor von 1970 bis 1971 an einer Expedition nach Elephant Island teilgenommen hatte.